# Colonnella di Romagnolo

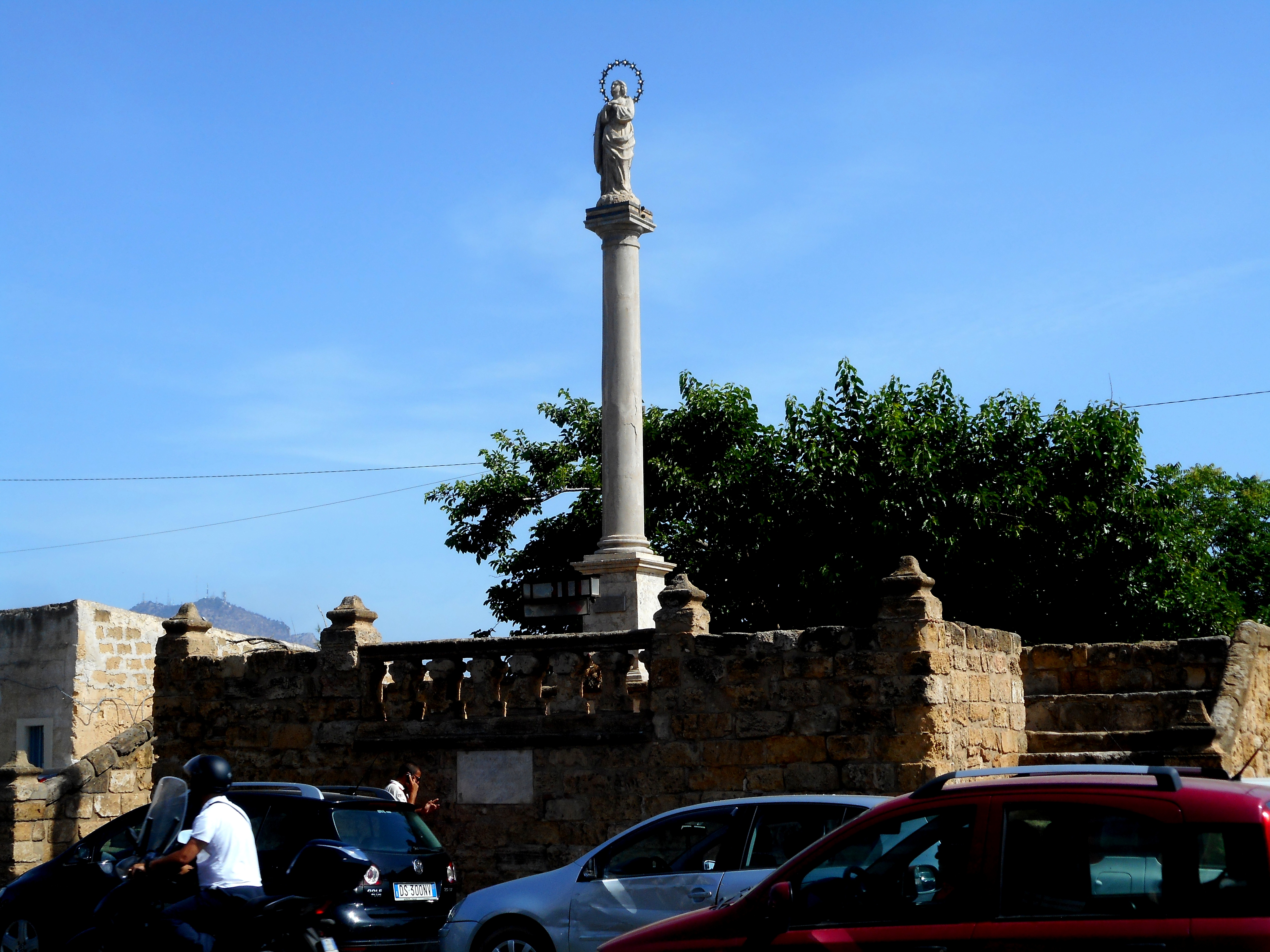
Colonnella di Romagnolo

La Colonnella di Romagnolo si trova a Palermo in Via Messina Marine, di fronte all'Ospedale Buccheri La Ferla Fatebenefratelli, all'altezza del numero civico 197.
Essa fu fatta costruire nel 1790 dal senatore Corradino Romagnolo di fronte alla sua casa di villeggiatura sul mare vicino allo scoglio detto Lu Scogliu di la Mustazzola nel tratto di mare oggi chiamato Romagnolo. La colonna è stata celebrata dal grande poeta palermitano Giovanni Meli. Nel 1993 l'Associazione Salvare Palermo ne ha curato il restauro.